# Watertoren (Amsterdam Nieuwer-Amstel)
De watertoren van Nieuwer-Amstel, die na 1896 in Amsterdam stond, is ontworpen door architecten H.P.N. Halbertsma en Jan Verheul en werd gebouwd in 1888.
De toren had een hoogte van 40,00 meter en een waterreservoir van 500 m³. De toren stond aan de Amsteldijk iets ten zuiden van de latere Berlagebrug en is in 1928 gesloopt. Op deze plaats kwam de toegang tot de Remise Lekstraat van de Gemeentetram Amsterdam.